# Ankeborg
Ankeborg (original Duckburg) är den fiktiva stad kring vilken serierna om Kalle Anka kretsar. Staden ligger vid kusten av den likaledes fiktiva amerikanska delstaten Calisota. Närmaste grannstad är Gåseborg. I TV-serien Darkwing Duck får man också veta att Ankeborg är grannstad med storstaden St. Canard, Darkwings hemort. En ankeborgare är ett modernt begrepp som syftar på en person som har kläder endast på överkroppen, precis som Kalle och knattarna.
Ankeborg, liksom många av dess invånare, skapades av serietecknaren, manusförfattaren och konstnären Carl Barks (1901–2000). Det är ett exempel på en fabelvärld i en fabeldjursserie för barn.
Staden nämns för första gången i serien Spänning på spänd lina (High-wire Daredevils) ursprungligen publicerad 1944 men det anges inte i serien att Kalle bor där utan stadens namn står bara skrivet på en skylt, och staden nämns inte mycket efteråt, utan istället brukar Kalle tala om att han kommer från Burbank, det är inte förrän senare på 1940-talet som Ankeborg etableras som hans hemstad.
Hur många som bor i staden varierar. I serien Folk-värvaren av Bob Gregory och Tony Strobl (KA 26/1967) anges det som mest att staden har 10 002 invånare, men i serien Kalle och rymdjackan av Pier Carpi och Luciano Gatto (KAP13) anger en skylt att staden har 1 320 000 invånare + 1 miljardär. Stadens utseende, storlek och invånarantal beror till stor del på vilka som skriver och ritar varje enskild serie.
I de flesta äventyr som finns att läsa i Sverige utspelar sig även Musse Pigg-serierna i Ankeborg. En amerikansk tradition, som även tagits upp av italienska serieskapare, förlägger dock Musse Pigg och hans vänner till Mouseton, en annan stad.

## Historia
Enligt Don Rosa grundade sir Francis Drake på 1500-talet fort Drakeborg (Fort Drake Borough) i ett nyerövrat område på Nordamerikas västkust. Fortet blev i början av 1800-talet fäste för nybyggare, och år 1819 grundade Cornelius Knös Fort Ankeborg (Fort Duckburg) bland ruinerna av det gamla, numera raserade fort Drakeborg. Med tiden kom kullen där fortet låg på att kallas Tomtebacken.
Vid 1800-talets slut köpte guldgrävaren och sedermera finansmannen Joakim von Anka kullen av Cornelius sonson, Kurre Knös, och 1902 senare slog han sig ner där. Med tiden växte Ankeborg upp till en storstad, med von Ankas pengabinge tronande högst uppe på Tomtebacken som dominerande landmärke.

## Geografi

### Tätorten
Ankeborg har ett uppskattat invånarantal på cirka 316 000.

#### Centrum
I Ankeborgs centrum är det i särklass viktigaste landmärket – Joakim von Ankas pengabinge.
Tomtebacken (orig. Killmotor Hill) är en kulle i Ankeborg på vilken Joakims pengabinge ligger, och framför har staden Ankeborg vuxit upp. Namnet tillkom samtidigt som pengabingen i Carl Barks serie Infrusna pengar från 1951 och är idag ett inkört namn såväl i den danska som italienska serieproduktionen.
Framförallt har Tomtebacken blivit omskriven i serier av Barks och Rosa, där det bland annat finns berättat att Fort Ankeborg låg på kullen innan pengabingen uppfördes.
I det engelska originalet av Don Rosas serie Fort Ankeborgs försvarare får läsaren veta att det ursprungliga namnet på kullen var Killmule Hill. Namnet ändrades till Killmotor Hill efter en olycka med Joakims bil. I svensk översättning är dock Tomtebacken det enda namn som existerat, och någon etymologisk förklaring till det ges inte.
Pengabingen eller kassavalvet (orig. The Money Bin) är Joakim von Ankas stora penningförråd i form av en stor kubisk metallbyggnad. Bingen syntes för första gången till i serien Infrusna pengar av Carl Barks från 1951 (The Big Bin on Killmotor Hill, på svenska även publicerad som Pengabehållaren).
Bingen ligger på Tomtebacken och rymmer tre "kubiktunnland" kontanter, mestadels mynt, de pengar von Anka personligen tjänade på sina resor som ung. Totalt rör det sig om flera fantasiljoner. "Bingen" förekommer såväl i de gamla som nya serierna, från samtliga produktionsstaber och även i DuckTales. Den är ständigt utsatt för attacker från framför allt Björnligan och Magica de Hex. I Don Rosas serie "Ligan möter Bingen", på svenska i Kalle Anka & C:o 21/2001, ses en karta över bingen. Denna karta är skapad av Rosa och Dan Shane, och har även blivit utgiven som en affisch på 44x68cm.
Anketorg är stadens största torg. Här finns en stor staty av stadens grundare, Cornelius Knös, som håller i majskolvar i sina utsträckta händer.
von Anka-skrapan (engelska: McDuck Tower) är Ankeborgs högsta byggnad och har JvA-märket på fasaden. Anledningen till att den blev så hög var att Joakim von Anka köpt för mycket byggmaterial. Han lär ha yttrat "Som ni vet är byggmaterial billigast i stora mängder".
Toppklockefloden är en flod som rinner genom staden. Den är ibland plats för olika skridsko- och båttävlingar.

#### Övriga stadsdelar
Ankeborg har ett stort hamnområde med flera ganska nedgångna kvarter, där stadens brottslingar - bland andra Björnligan - har sina tillhåll. Utanför hamnen ligger Andudden, Ankeborgs yttersta spets där en fyr återfinns (And-uddens fyr). Runt om i hamnområdet finns en hel del syltor och barer.
Ett stort spårområde finns i anslutning till Ankeborgs järnväg. Det verkar vara ganska igenvuxet på sina ställen och skrot ligger kvarlämnat här och där. Här bor Folke Fiskmås i ångpannan från ett gammalt ånglok.
Pengalösa (engelska: Shacktown) är stans fattigaste del, i det närmaste att betrakta som en kåkstad.

#### Mat och dryck
Det finns ett flertal restauranger och kaféer i Ankeborg, två som återkommer ofta är restaurang Gyllene Gaffeln och Arnes Fik. Den förstnämnda är en lyxrestaurang till vilken Kalle Anka ibland bjuder ut Kajsa Anka. Tyvärr är Kalles inkomster små, istället går han till kiosker, korvbarer, hamburgerbarer och liknande. Snabbmat är något som Kalle Anka gillar väldigt mycket. I kioskerna brukar det vanligtvis stå en man med en stor cigarr i munnen, stor mage med ett vitt flottigt förkläde och en liten säckig keps. Dessa ställen har ofta allittererade namn såsom Frasses Flott, Burger Birger, Haralds hak, eller Konrads korvbar. Björnligan hänger ofta på fik som Kafé Brutna Revbenet, Blå Papegojan och Tarvliga Truten.
Läskeblask är den vanligaste törstsläckaren i Ankeborg när det är lite festligare. Drycken njuts av både knattar och äldre invånare. Vid något sällsynt tillfälle har Kalle även festat rejält på det vuxnare alternativet Bubbelblurp. En annan variant av läskeblask kallas för Smacky-Kola, som också den ofta dricks av Kalle. Smacky-Kola är ett vanligt inslag i Ankeborgsposten.

#### Institutioner
Ankeborgs huvudflygplats heter Anklanda (jämför Arlanda).
Ankeborg har åtminstone tre fängelser: Ankatraz (jämför Alcatraz), Ankeborgsfängelset och Sing-Song (jämför Sing Sing). Det sistnämnda är den vanligaste hemvisten för Björnligan. Fänglanda har också förekommit.

#### Gator
Gåsvägen 13 var Kalle Ankas tidigare adress i den svenska översättningen av serierna. Numera är Kalles adress dock Paradisäppelvägen 111.
På Paradisäppelvägen 111 bor i svensk översättning Kalle och Knattarna. På andra sidan staketet, på nummer 113, bor Kalles granne Olsson.
Persikovägen är Kajsa Ankas hemadress, som man till exempel ser i en serie när Kalles och Kajsas gator tävlar om vilken som är finast.
Kalle har tidigare bott på Trumpetgatan i en Carl Barks-serie.
Stenvägen 10 är Musse Piggs adress.
Åvägen, eller ibland Ågatan, är gatan där Långben bor.

### Ankeborgs utkanter

#### Ankatraz
Ankatraz är ett fängelse eller kriminalvårdsanstalt som ligger någonstans i Ankeborgs omgivningar och rymmer en del av traktens kriminella element. Även Björnligan har skakat galler här. Namnet är en travesti på det ökända fängelset Alcatraz.

#### Björnberget
Björnberget (engelska: Bear Mountain) är ett berg utanför Ankeborg, på vilket Joakim har en stuga. Björnberget nämndes för första gången i "Jul på Björnberget" av Carl Barks från 1947, Joakims premiärserie, men har sedan dess nämnts i ett flertal serier, många med jultema.

#### Demonens tand
Demonens tand (engelska: Old Mountain Demon Tooth) är ett högt berg alldeles utanför Ankeborg, idealiskt för bergsbestigning. Demonens tand sågs för första gången i Carl Barks serie Med pengar kan du göra allt (The Money Stairs, på svenska även kallad "Pengarnas makt") från 1953.

#### Svartskogen
Svartskogen (orig. The Black Forest) är en stor skog utanför Ankeborg.
Svartskogen skapades av Carl Barks och nämns för första gången i serien "En dyrköpt seger" ("The Black Forest Rescue") från 1959. Skogen fortsatte att dyka upp i ett flertal av Barks serier, liksom i flera senare serier, framför allt från den danska seriestaben och av Don Rosa. Det är i Svartskogen som Gröngölingarna har de flesta av sina övningar och läger, och det är i utkanten av den som Farmor Ankas gård ligger. I "Farbror Joakim och pengakällan" (KA 21/1962), även den av Barks, låter Farbror Joakim återuppföra Fort Ankeborg i Svartskogen.
När Barks på 1970-talet frilansade genom skriva manus åt den nystartade serietidningen The Junior Woodchucks lät han redan i den första serien, "Svartskogens stora skräck" från 1970, Svartskogen bli den scen på vilken händelserna utspelade sig. Detta skulle sedan komma att upprepas i flera av Barks gröngölingsserier.

#### Fort Ankeborg
Fort Ankeborg (engelska: Fort Duckburg) är ett gammalt nybyggarfort vars historia huvudsakligen finns berättad i Carl Barks och Don Rosas serier.
Fortet som ursprungligen kallades Fort Drakeborg byggdes av sir Francis Drake, den förste västerlänning som satte sin fot på den mark som senare skulle komma att bli staden Ankeborg. Drake skall inte förväxlas med Ankeborgs grundare Cornelius Knöös, som senare kom över äganderätten till fortet, grundade Ankeborg och gav fortet dess nuvarande namn. År 1899 sålde Cornelius Knöös sonson Kurre Knös Fort Ankeborg och marken den stod på, som inkluderade Tomtebacken, till Joakim von Anka. Fort Ankeborg har idag blivit återuppbyggt på en kulle i Svartskogen.

#### Tröstlösa träsket
Tröstlösa träsket (engelska: The Swamp of No Return) är ett ogästvänligt träsk utanför Ankeborg. Här finns bland annat alligatorer. Det svenska namnet påträffas troligen första gången i översättningen av Carl Barks serie "Farbror Joakim i Tröstlösa träsket" (The Swamp of No Return) från 1965, där en fysiker i Ankeborg tillverkar en låda med vilken man kan styra andra med. En skurk från Brutopien får tag i lådan och skickar i princip hela Ankeborgs befolkning till tröstlösa träsket.

#### Smattskogen
Smattskogen var en skog i Ankeborg där Gröngölingarna tidigare hade läger. Skogen förstördes av Kalle Anka som "löpte amok". På platsen byggde Joakim von Anka ett köpcentrum.

#### Villa Rosa
Villa Rosa är en numera övergiven villa utanför Ankeborg. Här bodde gentlemannatjuven "Fantomius" 1900-ca1935. Namnet är en anspelning på Don Rosa. Fantomius dagbok inspirerade Kalle att bli "Stål-Kalle".

## Politik
Ankeborg styrs av en borgmästare. Han (hittills verkar ingen kvinna ha innehaft posten) har haft många skepnader, men av någon anledning porträtteras han ofta som en gris, och går på svenska gärna under namnet borgmästare Bacon. I en av de senare tidningarna är även Kalle Anka borgmästare i en av serierna. (I den serien hade Borgmästare Bacon förnamnet Tryno.)

## Sport

### Fotboll
Ankeborgs mest kända fotbollslag är Ankeborgsplättarna. (I serier i Kalle Ankas pocket går de dock under namnet Ankorna.) Lagets färger är gult och rött och dess största stjärna heter Gunnar Gröt. I laget spelar även Charlie Blöt och Putte Kloff. Lagets huvudkonkurrent är IFK Gåseborg. Kalle Anka är plättarnas största fan och har följt deras kamp mot världsmästartiteln ett flertal gånger. I vissa episoder har Kalle även arbetat mer nära laget i form av materialare, bollkalle samt till och med tränare.
BK Blåbären är ett av Ankeborgs knattelag i fotboll, och i laget spelar bland annat Musse Piggs brorsöner Teddi och Freddi och Långbens brorson Gilbert.

### Bowling
Kalle Anka spelar gärna bowling i Ankeborgs bowlinghall.

## Kultur

### Media
Den största och mest välkända dagstidningen i Ankeborg publiceras under namnet Ankeborgs-Posten. Här har Kalle Anka och Kusin Knase arbetat som journalister vid olika tillfällen, med farbror Joakim som redaktör.

### Tecknade serier
Även ankeborgarna läser serier; en av de mest spridda serierna bland Ankeborgs barn är den om apan Tramse (jämför Bamse). Tecknaren av denna serie lystrar till namnet P-G och är far till Knattarnas kompis PC.
Även superhjältegenren finns representerad i Ankeborgs seriebutiker; den främsta hjälten är Sammel Stark (engelska: Super Snooper).
Serien om Firre Fisk är även den synnerligen populär, och bland dess mer hängiva fans finns Långben. Även Kalle Anka har en större samling Firre Fisk-tidningar.
Då och då kan man faktiskt se någon av ankeborgarna läsa en Kalle Anka-tidning.